# Palladium(II)bromide
Palladium(II)bromide is het palladiumzout van waterstofbromide en heeft als brutoformule PdBr2. Het wordt minder gebruikt dan palladium(II)chloride en is onoplosbaar in water. Het lost goed op in verwarmde acetonitril, met vorming van een acetonitril-adduct:
{\displaystyle \mathrm {PdBr_{2}\ +\ 2\ CH_{3}CN\ \longrightarrow \ PdBr_{2}(CH_{3}CN)_{2}} }